# Noh Kyung-Sun
Noh Kyung-Sun, född den 2 februari 1964, är en sydkoreansk brottare som tog OS-brons i bantamviktsbrottning i fristilsklassen 1988 i Seoul. 